# Pierrefitte-sur-Seine
Pierrefitte-sur-Seine korábbi község (település) Franciaország Île-de-France régiójában, Seine-Saint-Denis megyében. 2025. január 1-jén a korábbi Saint-Denis községgel egyesült és delegált község státusszal az azonos nevű Saint-Denis új község része lett.
Lakosainak száma 33 670 fő (2022. január 1.). Pierrefitte-sur-Seine Saint-Denis, Stains, Villetaneuse, Montmagny és Sarcelles községekkel határos.

## Népesség
A település népességének változása:
| Lakosok száma | 28 459 | 29 629 | 29 728 | 30 306 | 30 828 | 30 861 | 31 344 | 32 379 | 33 670 |
|               | 2013   | 2015   | 2016   | 2017   | 2018   | 2019   | 2020   | 2021   | 2022   |